# بودنفکا

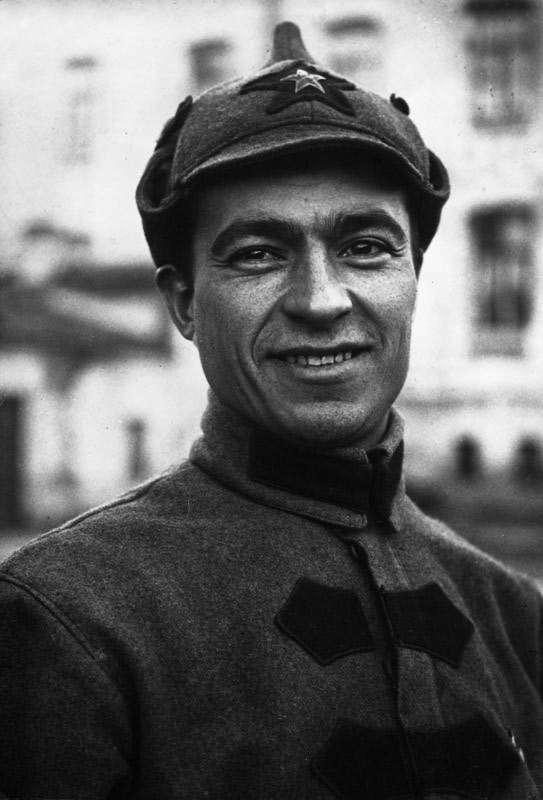
یک سرباز ارتش کمونیست با کلاه بودنفکا

بودنفکا (انگلیسی: budenovka، روسی: будёновка) کلاهی روسی است که توسط ارتش کمونیسیتی سرخ در سال‌های ۱۹۱۷ تا ۱۹۲۲ در جریان جنگ داخلی روسیه پس از انقلاب اکتبر بخشی از یونیفرم ارتش کمونیستی بود. نام رسمی آن کلاه پشمی به انگلیسی «broadcloth helmet» و به روسی «шлем суконный» است.
این کلاه به دلیل استفاده کهنه سرباز سرخ، سیمون بودونی به این نام معروف شد. این کلاه نرم و پشمی سر، گوش‌ها و گردن را می‌پوشاند.

## نگارخانه

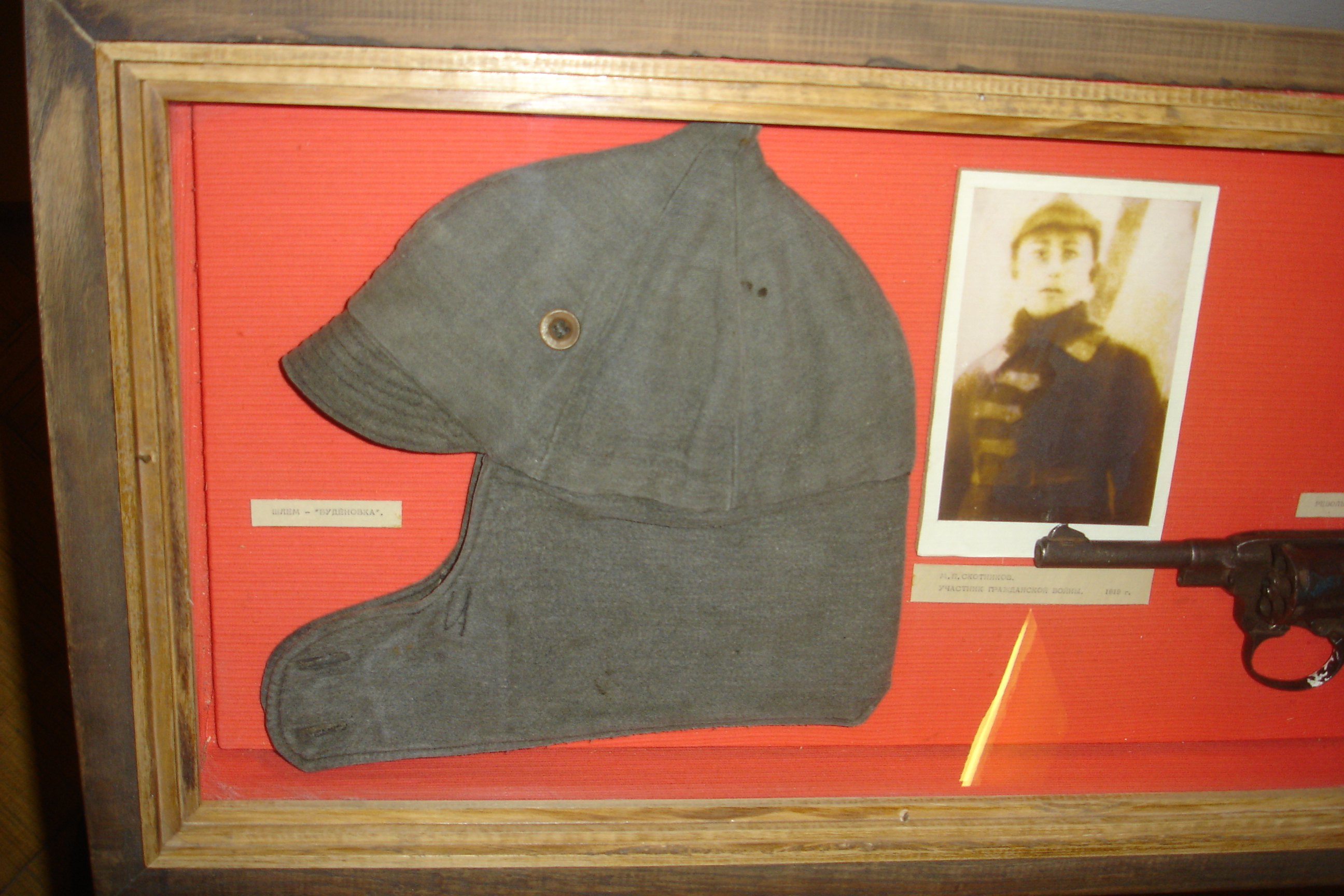
بودنفکا در یک قاب در موزه تحصیلات محلی، روسیه
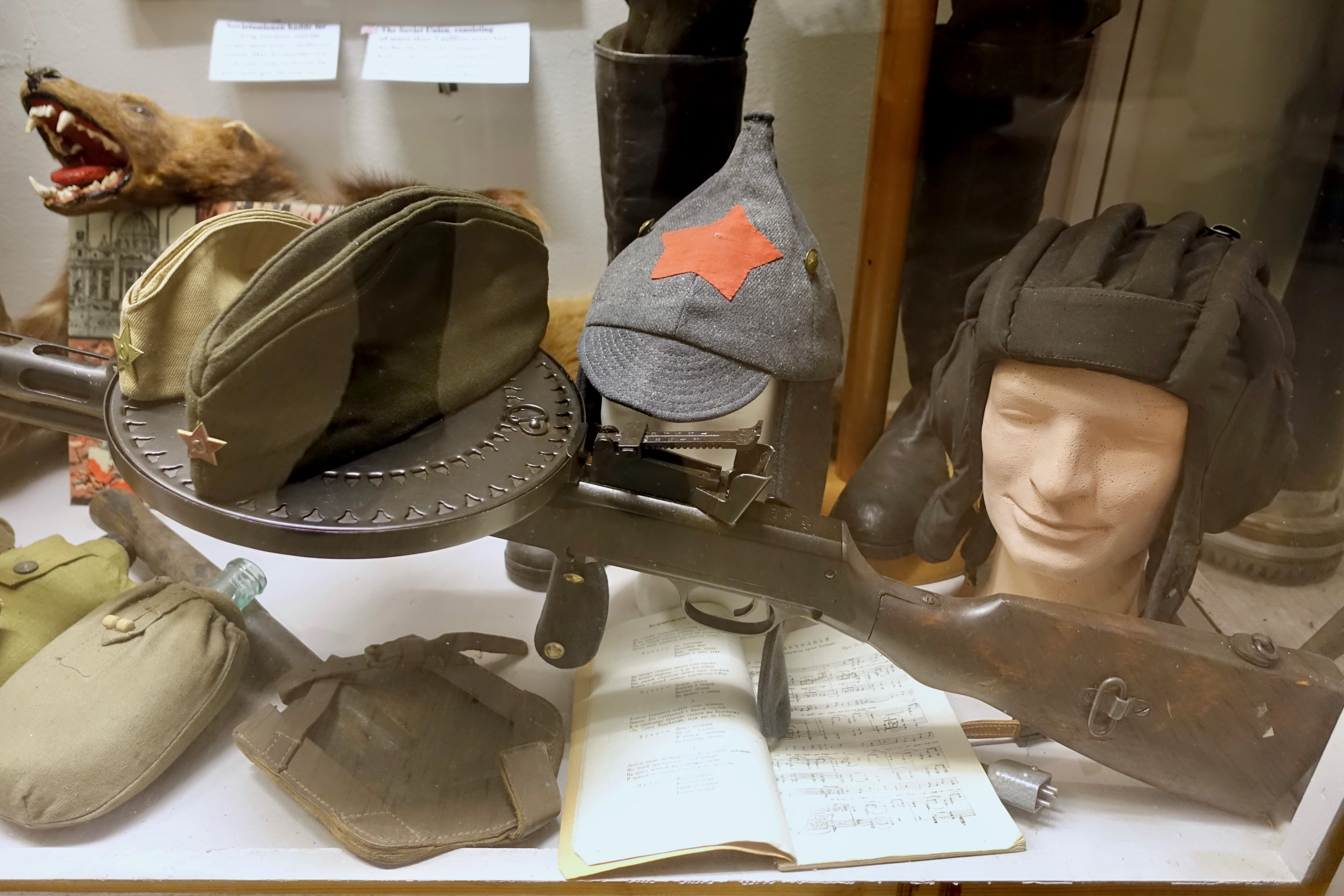
بودنفکا در موزه‌ای در کنار دیگر ادوات مورد استفاده در جنگ جهانی دوم
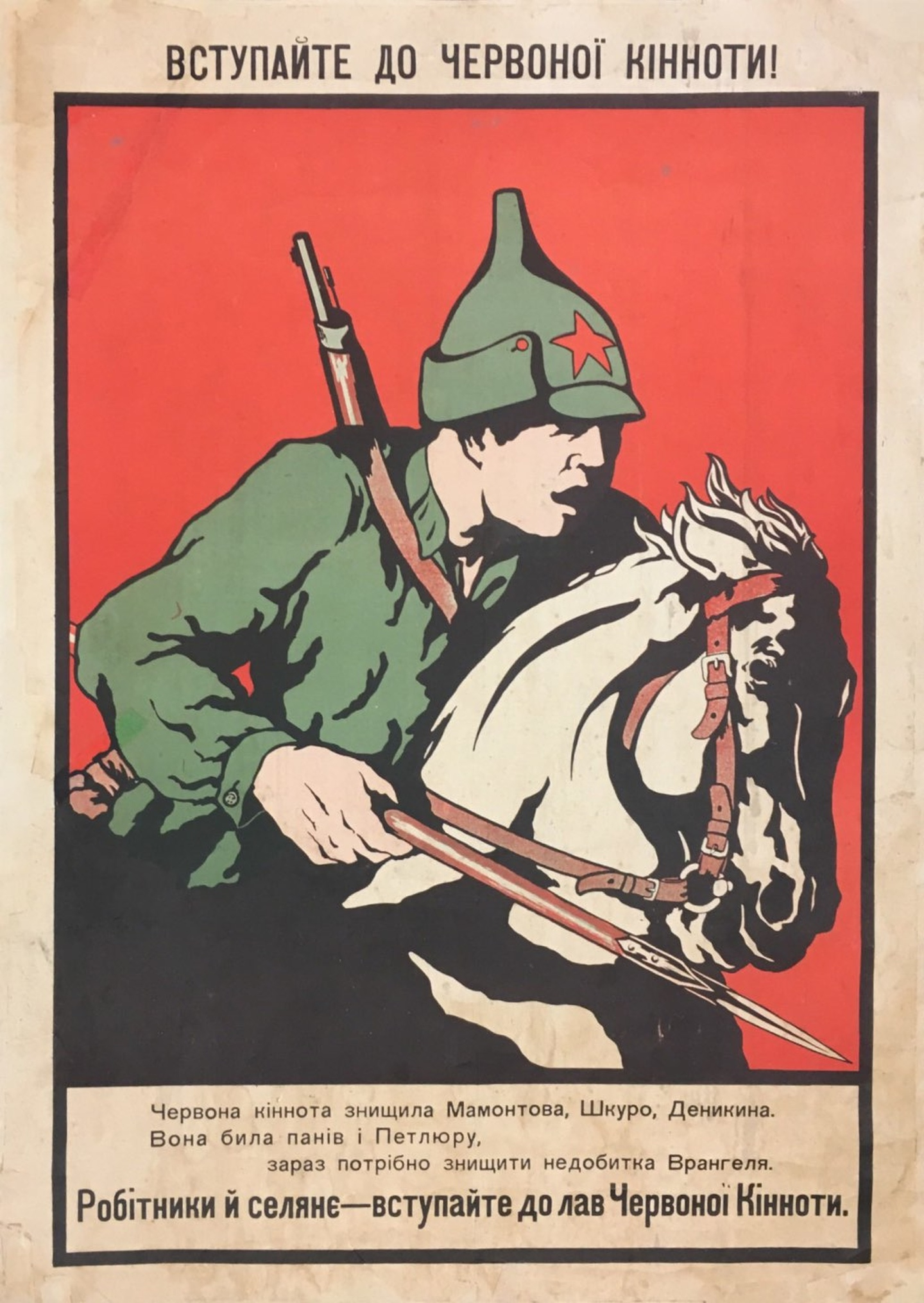
سواره سربازی با بودنفکا در ۱۹۲۰
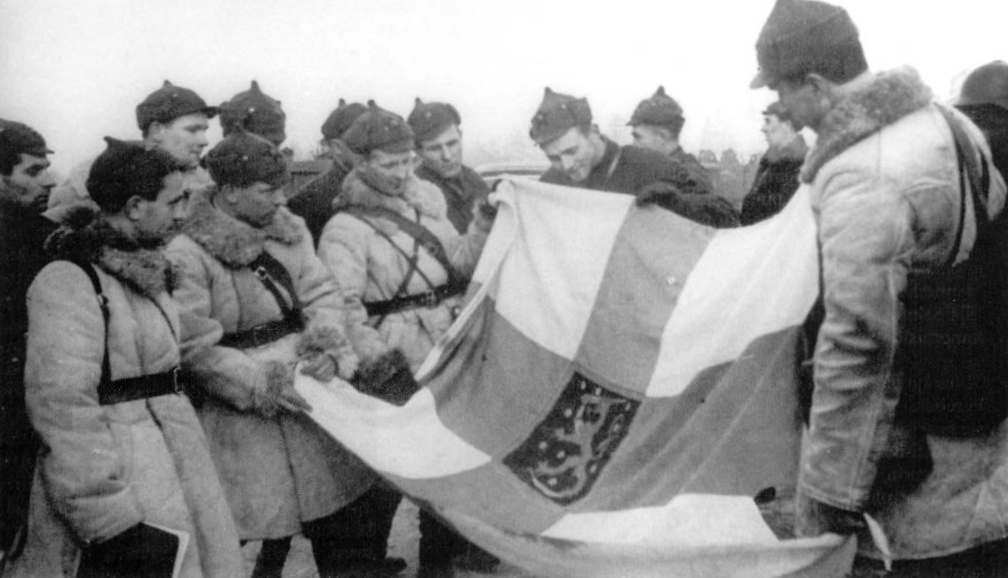
گروهی از سربازان ارتش سرخ با بودنفکا در زمستان ۱۹۴۰
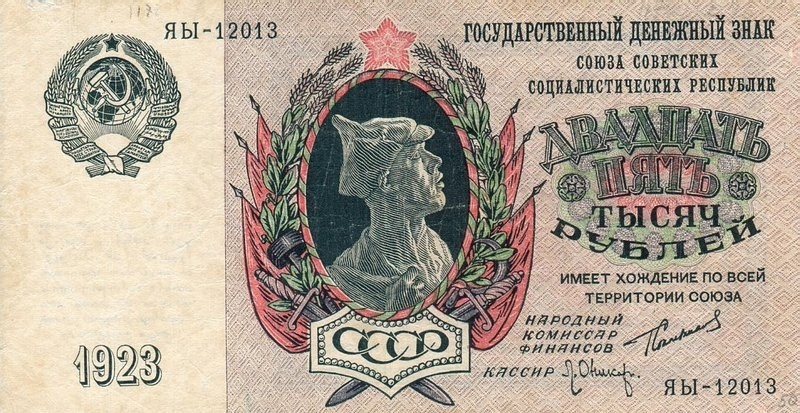
نمایه‌ای از یک سرباز با بودنفکا بر روی اسکناس ۲۵۰۰۰ روبلی در اتحادیه جماهیر شوروی
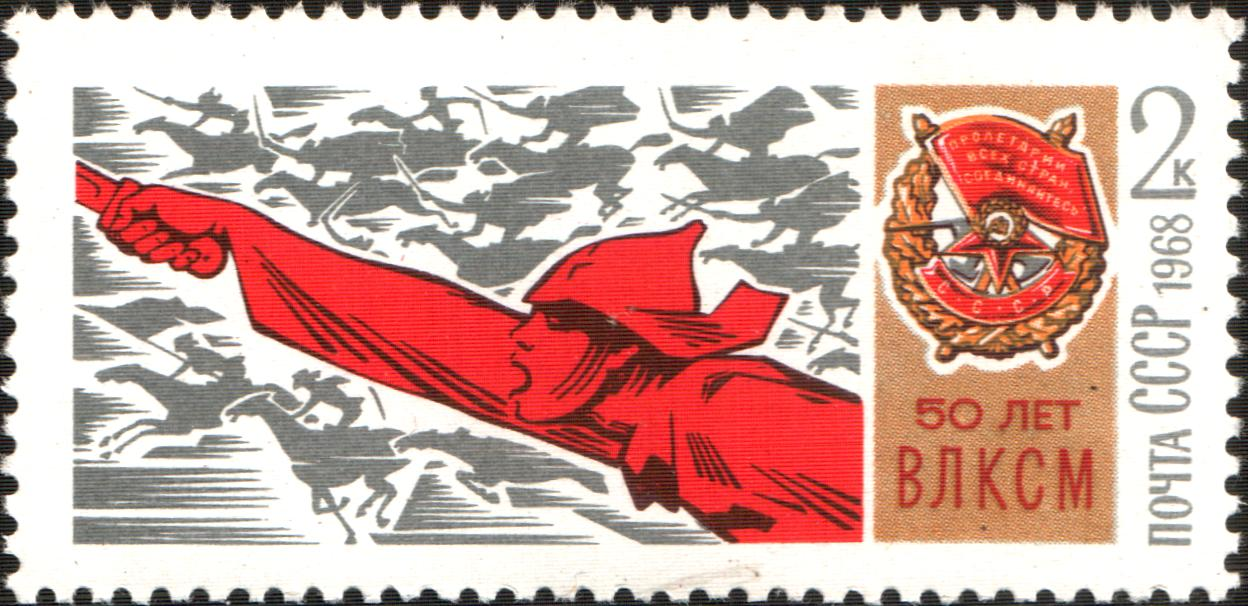
تمبری با سرباز بودنفکا پوش در ۱۹۶۸ اتحادیه جماهیر شوروی